# Socialbakers
Socialbakers je česká softwarová společnost, která se zabývá vytvářením softwaru na analytiku a správu sociálních sítí. Za rok 2022 vykázala zisk 71 milionů korun při obratu 1 591 milionů korun, největši položkou pasiv byla neuhrazená ztráta minulých let ve výši −1 510 milionů korun.
Společnost v roce 2009 založili Jan Řežáb, Lukáš Maixner, Martin Homolka a Jiří Voves v Plzni pod názvem Candytech. Sídlí v Praze, polovina vývojářů pracovala v Plzni. Od investorů získala společnost za svoji historii přes 34 milionů dolarů, v únoru 2014 dostala do té doby největší jednorázovou investici do českého startupu ve výši 26 milionů dolarů. V roce 2015 měla společnost 300 zaměstnanců a 11 poboček po celém světě (např. New York, Londýn, Singapur, Istanbul, Dubaj, Mnichov, Sao Paolo, Mexico City). Spolupracovala s více než 3 000 klienty. Mezi zákazníky patří firmy Nestlé, Lenovo, Danone, Microsoft, Samsung, Lufthansa, L'Oréal, Disney, KLM, Henkel, LVMH, NHL nebo Lamborghini.
Zabývá se analýzou dění na sociálních sítích (Facebook, Twitter, YouTube, Instagram a LinkedIn), což umožňuje firmám monitorovat, jak se mluví o jejich produktech a značkách či reakce na novinky atd. Slouží jako portál nabízející široké spektrum dat a analytických informací ze sociálních sítí pro marketingové experty a agentury. V roce 2014 jejich stránky přístoupil milion návštěv měsíčně. Projekt pro analýzu sociálních sítí se původně jmenoval Facebakers a zaměřoval se pouze na Facebook, ale po stížnostech Facebooku na název se přejmenoval na Socialbakers a začal analyzovat data i z ostatních sociálních sítí.
Společnost několik let pořádala po celém světě konference s názvem Engage. Na jedné z konferencí v roce 2015 vystoupil například John Sculley. Tato pražská konference byla jedna z největších, konference se zúčastnilo přes 1.000 lidí z celkem 70 zemí.
Společnost v roce 2020 koupila společnost Audax Private Equity z USA. Audax následně firmu spojil se svými dalšími marketingovými softwarovými společnostmi a skupinu přejmenoval na Emplifi.